# Frameworx
Frameworx ist ein Standard, herausgegeben vom TM Forum, um die Entwicklung und den Einsatz von Betriebsunterstützungssystemen (engl. Operations Support System – OSS) flexibler und einfacher zu gestalten, indem es für Geschäftsprozesse ein allgemeines Gerüst definiert.
Frameworx setzt auf die Erarbeitung eines auf  serviceorientierter Architektur basierenden Standards.
Um das Ziel eines leicht zu handhabenden OSS zu erreichen, bietet Frameworx eine Informationssammlung, die eine einheitliche Werkzeugsammlung für Geschäftsprozesse und technische Entwicklungen darstellt sowie eine Beschreibung für deren Einsatz. Hierdurch sollen gleichzeitig Kosten reduziert und die Kundenzufriedenheit gewährleistet werden.
In verschiedenen Segmenten werden unterschiedliche Teilziele mit jeweils anderen Vorgehensweisen angewandt:
- Automatisierung von Geschäftsprozessen mit dem Business Process Framework eTOM
- Generisches Informations- und Datenmodell durch das Shared Information & Data Model (SID)
- Telecom Applications Map (TAM), ein standardisiertes Modell um Funktionen und Daten in Geschäftsapplikationen und Services eines Telekommunikationsunternehmens zu gruppieren
- Technology Neutral Architecture (TNA), eine Reihe an Dokumenten für die Integration der Frameworks durch Harmonisierung der Architektur. Inkludiert TMForum Interfaces.
- Conformance Testing durch Frameworx Compliance Tests
- Procurement & Implementation im ROI Model

Im Mai 2010 wurde Frameworx um einige Konzepte (siehe Dokument TMF GB945-M) erweitert und von New Generation Operations Systems and Software (NGOSS) in Frameworx umbenannt.